# Władysław II węgierski
Władysław II (węg. II. László), (ur. 1131, zm. 14 stycznia 1163), król Węgier i Chorwacji 1162–1163 z dynastii Arpadów.
Drugi syn króla Beli II Ślepego i Heleny, córki żupana Serbii Urosza I Nemanjicia. W 1162 zbuntował się przeciwko swojemu bratankowi, królowi Stefanowi III. W lipcu tego roku został koronowany na króla przez arcybiskupa Kalocsy. Łukasz Banffi, arcybiskup Ostrzyhomia, który z racji piastowanej godności miał koronować władcę, odmówił, pozostając wierny Stefanowi III. Ten ostatni przegrał bitwę pod Kapuvár i schronił się w Austrii. Szybko potem wrócił i Władysław II utracił na jego rzecz zamek w Pozsony.
Władysław II zmarł po krótkich rządach, został pochowany w katedrze w Székesfehérvár. Królestwo węgierskie po śmierci Władysława II objął (na niespełna rok) jego młodszy brat Stefan IV.
| 4. Almos                     |  |                  |  |  |                 |
|                              |  | 2. Bela II Ślepy |  |  |                 |
| 5. Przedsława Światopełkówna |  |                  |  |  |                 |
|                              |  |                  |  |  | 1. Władysław II |
| 6. Urosz I                   |  |                  |  |  |                 |
|                              |  | 3. Helena        |  |  |                 |
| 7. NN                        |  |                  |  |  |                 |
|                              |  |                  |  |  |                 |